# Psallus falleni
Psallus falleni är en insektsart som beskrevs av Reuter 1883. Psallus falleni ingår i släktet Psallus och familjen ängsskinnbaggar. Arten är reproducerande i Sverige. Inga underarter finns listade i Catalogue of Life.